# لورين هانزبيري
لورين هانزبيري (بالإنجليزية: Lorraine Hansberry)‏ (19 مايو 1930 - 12 يناير 1965)، هي مؤلفة وكاتبة مسرحية أمريكية من أصل أفريقي. وظفت كتاباتها للدفاع عن حقوق الأقليات السود، اشتهرت بمسرحيتها «زبيبة في الشمس».
غدت هانزبيري أول كاتبة سوداء البشرة تُعرض مسرحيتها على برودواي. تتناول مسرحية «زبيبة في الشمس» وهي أشهر أعمال الكاتبة حياة الأمريكيين السود في ظل سياسات الفصل العنصري بمديتة شيكاغو. استمدت الكاتبة عنوان المسرحية من قصيدة للشاعر لانغستون هيوز.
نالت جائزة دائرة نقاد الدراما في نيويورك وهي في التاسعة والعشرين من العمر فأصبحت أول كاتبة دراما أمريكية من أصول أفريقية وخامس امرأة وأصغر كاتبة مسرحية تفوز بهذه الجائزة.
عملت في صحيفة «فريدوم» المناصرة للقومية الأفريقية بعد انتقالها إلى مدينة نيويورك، ودارات معظم أعمالها خلال هذه الفترة حول الكفاح الأفريقي للتحرر من الاستعمار وأثر ذلك على العالم. وتُعرف هانزبيري بأنها كانت مثلية وشكلت الحرية الجنسية موضوعاً هاماً في عدد من أعمالها. توفيت بعد إصابتها بمرض السرطان عن عمر يناهز 34 عاماً.

## الآراء والمعتقدات
إن لورين هانزبيري ملحدة.
وفقاً لما ذكره المؤرخ فانون شي ويلكينز فإن «هانزبيري أمنت بأن اكتساب الحقوق المدنية في الولايات المتحدة ونيل أفريقيا الاستعمارية لاستقلالها ما هما إلّا وجهين لعملة واحدة يمثلان بذلك تحدياتٍ متشابهة للأفارقة على ضفتي المحيط الأطلنطي.» وقد كتبت هانزبيري حول استقلال غانا على يد كوامي نكروما: «إن الأمل في مستقبل غانا هو ذاته لجميع شعوب العالم السوداء: إنه الأمل بالحرية.»
قالت هانزبيري حول التكتيكات المتبعة أنه يجب على السود أن «يشغلوا أنفسهم بشتى سبل الكفاح المتاحة سواء أكانت قانونية أو غير قانونية أو بنّائة أو سلبية أو عنيفة أو لاعنفيّة.... عليهم أن يضايقوا ويناقشوا ويقدموا العرائض ويمنحوا الأموال لكفاحات المحاكم ويعتصموا وينبطحوا ويقوموا بالاضطراب والمقاطعة ويرددوا الترنيمات ويؤدوا الصلاة على الخطوات ويطلقوا من نوافذهم حين يأتي العنصريون متجولون عبر المجتمعات».
كانت هانزبيري من نقاد الوجودية فاعتبرتها بعيدةً كل البعد عن معطليات الواقع الاقتصادية والجيوسياسية للعالم.
عبّرت هانزبيري عن صدمتها إزاء القصف الأمريكي لمدينتي هيروشيما وناغاساكي، والذي وقع عندما كانت في المدرسة الثانوية وعبّرت عن رغبتها في مستقبلٍ «لا يتقاتل أحدٌ فيه. ونتخلص من جميع القنابل الصغيرة والكبيرة». بيد أنها أمنت بحق الأفراد للدفاع عن أنفسهم واللجوء للقوة ضد القامعين.
بدأ مكتب التحقيقات الفيدرالي بمراقبتها عندما تحضرت للحضور مؤتمر السلام في مونتيفيدو، فبحث مكتب واشنطن العاصمة ضمن ملفات جواز السفر الخاص بها «سعياً للحصول على جميع المواد الأساسية المتاحة حول الموضوع وأي معلومات مخالفة مُتضمَنة وصورة ووصف كامل»، كما فحص الضباط في شيكاغو وميلواكي تاريخها وسيرة حياتها. وقد قام أحد مراجعي مكتب التحقيقات الفيدرالي باعتبار موضوع القومية الأفريقية الذي تناولته مسرحية «زبيبة في الشمس» بأنه يشكل خطراً.

## الوفاة
فارقت هانزبيري الحياة يوم 12 يناير عام 1965 عن عمرٍ يناهزُ 34 عاماً بعد صراع مع سرطان البنكرياس، فقد عُرف عنها إسرافها في التدخين طوال حياتها. أقيمت جنازتها يوم 15 يناير في منطقة هارلم بمدينة نيويورك.

## وصلات خارجية
- لورين هانزبيري على موقع IMDb (الإنجليزية)
- لورين هانزبيري على موقع الموسوعة البريطانية (الإنجليزية)
- لورين هانزبيري على موقع ميوزك برينز (الإنجليزية)
- لورين هانزبيري على موقع قاعدة بيانات برودواي على الإنترنت (الإنجليزية)
- لورين هانزبيري على موقع إن إن دي بي (الإنجليزية)
- لورين هانزبيري على موقع ديسكوغز (الإنجليزية)
- لورين هانزبيري على موقع قاعدة بيانات الفيلم (الإنجليزية)

- "الثورة السوداء ورد الفعل الأبيض المعاكس" (الملف الصوتي ملحقاً بالنص الكتابي) – صوت لورين هانزبيري، بمنتدى أقيم دار البلدية بتمويل رابطة فنانين من أجل الحرية، مدينة نيويورك، بتاريخ 15 يونيو عام 1964. (بالإنجليزية)
- أصوات من الثغرات: الكاتبات السود – لورين هانزبيري (بالإنجليزية)